# Donna Donna
"Dona Dona" hay "Donna Donna" (דאָנאַ דאָנאַ "Dana Dana", דאָס קעלבל "Dos Kelbl") là một ca khúc nhạc đồng quê trữ tình nổi tiếng trên khắp thế giới với hai bản dịch tiếng Anh và tiếng Pháp được chọn nghe nhiều nhất. Nguyên thủy, bài hát tên là Dana Dana, được viết riêng bằng tiếng Yiddish cho vở nhạc kịch "Esterke" vào khoảng năm 1940-1941 ở Mỹ, do Sholom Secunda phổ từ thơ của Aaron Zeitlin. Bản dịch đầu tiên tiếng Anh do chính tác giả dịch, kể về tâm sự của một chú bò con, bị đem ra chợ bán, và ước vọng tự do. Bản dịch tiếng Pháp hơi khác, là câu chuyện của một bé trai có ước muốn trở thành người lớn, nhưng khi đạt được giấc mơ cậu lại hối tiếc vì đã vứt bỏ quãng đời thơ ấu quá đỗi đẹp đẽ.
Tại Việt Nam, nhạc sĩ Trần Tiến đã thực hiện phần dịch thuật với nội dung gần sát với bản dịch tiếng Pháp. Bản dịch tiếng Việt gồm hai phiên bản nhưng giờ mọi người hay nghe phiên bản thứ hai hơn vì gần với nội dung nước ngoài . Bài hát này do nhóm Tam ca Áo trắng trình bày.

## Lịch sử
Nguyên thủy, bài hát tên là Dana Dana, được viết riêng bằng tiếng Yiddish cho vở nhạc kịch "Esterke" vào khoảng năm 1940-1941 ở Mỹ trong thời kỳ của Đức Quốc xã, phổ thơ: Aaron Zeitlin (1898-1973), soạn nhạc: Sholom Secunda (1894-1974). Cả hai tác giả đều là người gốc Do Thái. Tại Hàn Quốc, chính quyền quân sự thời đó cấm tuyên truyền bài hát này vì ở đấy được dịch thành một bài hát mang tư tưởng cộng sản.
Bài được viết theo nhịp 2/4, cung Sol thứ cho hai người hát hợp xướng (một nam và một nữ) cùng dàn nhạc. Secunda dùng ký hiệu "Dana-" cho dàn nhạc và "Dana Dana" cho phần thanh nhạc. Phần lời tiếng Yiddish đã được viết bằng chữ cái Latin. Ông viết "andantino" (chậm) và "sempre staccato" (chơi ngắt âm liên tục) cho bảng tổng phổ. Giai điệu ở đoạn mở đầu cũng được sử dụng ở phần cuối của bài hát. Ông viết "piu mosso" (nhanh hơn) cho điệp khúc và một số đoạn nhấn mạnh âm thanh của các khí cụ. Đầu tiên, người phụ nữ (Secunda viết "she") hát bốn nhịp và sau đó người đàn ông (Secunda viết "he") hát bốn nhịp tiếp theo. Bắt đầu từ đoạn điệp khúc, họ hát cùng nhau. Mặc dù vậy, khi hát đoạn thứ ba của "Dana Dana" (="Dana Dana Dana Dana...") người đàn ông đôi khi hát thấp hơn giai điệu, sử dụng "disjunct motions". Giai điệu được lặp lại. Sau đó "he" hát giai điệu, và "she" đôi khi hát "Dana", lúc khác thì hát "Ah" với âm lượng cao hoặc với những nét luyến kĩ thuật. Secunda viết "molto rit." (chậm dần) cho phần kết của đoạn cuối. Có một số sự khác biệt giữa giai điệu của nguyên bản với bản đang hiện hành: Secunda viết "ha ha ha" cho bảng tổng phổ với những hợp âm đứt quãng.
Bài hát được dịch sang nhiều thứ tiếng khác nhau, có thể kể dưới đây một số bản dịch rất thành công: tiếng Anh, Đức, Hebrew, Nhật, Nga, Pháp và Việt. Các ca sĩ và nhóm nhạc thể hiện thành công: André Zweig, Joan Baez (Anh), Donovan, Chava Alberstein, Esther Ofarim, Theodore Bikel, Karsten Troyke, Hélène Rollès song ca với Dorothée, Claude François (Pháp), và tam ca Áo trắng với bản của Trần Tiến. Ở chuyển thể opera, Lisa Fishman đã hát một phiên bản rất ấn tượng, được phát trên sóng năm 2001 trên kênh Jewish Entertainment Hour, đây là một chương trình truyền hình New York. Bài hát này cũng được chọn làm nhạc phim hoạt hình "Revolutionary Girl Utena" (anime).

### Lời Anh
Secunda là người đầu tiên dịch bài hát sang tiếng Anh nhưng bản này không gây được tiếng vang. Vào khoảng năm 1956, Arthur Kevess và Teddi Schwartz dịch lại bài hát với tên "Donna Donna" và gây một chấn động lớn trong làng giải trí. Bài hát trở thành nổi tiếng qua giọng hát của Joan Baez năm 1960  và Donovan năm 1965; tiếp đến nó xuất hiện trong album tổng hợp mang tựa "More Chad & Jeremy", và do chính bộ đôi này hát.

### Lời Việt
Đã có ít nhất 2 lời Việt viết cho ca khúc này. Đầu tiên với tựa đề Tiếc Thương do Tuấn Dũng (ban nhạc Mây Trắng) viết trong thập niên 60. Và bản Donna Donna do NS Trần Tiến viết năm 1992 (trong CD Du ca Đồng Quê).
Nhiều nghệ sĩ Việt Nam đã thể hiện rất thành công bài hát nổi tiếng này, có thể kể tên một số như: Tam ca Áo trắng, Mai Khôi...

### Ý nghĩa nhan đề
Hai tác giả chính của bài hát không giải thích rõ ý nghĩa tựa đề bài hát. Nhưng theo phân tích của nhiều người Donna, Dona, Dana.. nhiều khả năng là tên của một cô gái (Do Thái). Trong tiếng Ba Lan, cách điệp từ Dana được dùng như cách người Việt ngân giọng La la la, lời giải thích này phù hợp với bối cảnh vở nhạc kịch mà hai tác giả được mời tham gia. Tiếng Thổ Nhĩ Kỳ lại có từ Dana mang nghĩa là con bò (với ý nghĩa như một món hàng dễ dàng trao đổi). Còn trong tiếng Việt từ này nghe như lời mẹ ru hời à ơi.. à ơi..
Rất có thể Dana là tên con bò vì theo bản dịch đầu tiên của chính tác giả Secunda là lời kể tâm sự của một chú bò trên đường bị đem ra chợ bán và ước mơ tự do.

## Phần lời
| Nguyên bản tiếng Yiddish אױפֿן פֿורל ליגט דאָס קעלבל, ליגט געבונדן מיט אַ שטריק. הױך אין הימל פֿליט דאָס שװעלבל, פֿרײט זיך, דרײט זיך הינט נאָך צריק. Điệp khúc: לאַכט דער װינט אין קאָרן, לאַכט און לאַכט און לאַכט, לאַכט ער אָפּ אַ טאָג אַ גאַנצן מיט אַ האַלבע נאַכט. דאָנאַ, דאָנאַ, דאָנאַ,... שרײַט דאָס קעלבל, זאָגט דער פּױער: װער זשע הײסט דיר זײַן אַ קאַלב? װאָלסט געקענט דאָך זײַן אַ פֿױגל, װאָלסט געקענט דאָך זײַן אַ שװאַלב. Điệp khúc: בלינדע קעלבער טוט מען בינדן און מען שלעפּט זײ און מען שעכט, װער ס'האָט פֿליגל, פֿליט אַרױפֿצו, איז בײַ קײנעם ניט קײן קנעכט. Điệp khúc: | Bản tiếng Pháp Il était une fois un petit garçon Qui vivait dans une grande maison Sa vie n'était que joie et bonheur Et pourtant au fond de son cœur Điệp khúc: Il voulait devenir grand Rêvait d'être un homme. Chaque soir il y pensait Quand sa maman le berçait Donna Donna Donna Donna Tu regretteras le temps Donna Donna Donna Donna Où tu étais un enfant... Puis il a grandi, puis il est parti et il a découvert la vie Les amours déçues, la faim et la peur et souvent au fond de son cœur Điệp khúc: Il revoyait son enfance Rêvait d'autrefois Tristement il y pensait et il se souvenait Donna Donna Donna Donna Tu regretteras le temps Donna Donna Donna Donna Où tu étais un enfant... Parfois je pense à ce petit garçon, Ce petit garçon que j'étais. | Bản dịch của Kevess & Schwartz On a wagon bound for market There's a calf with a mournful eye. High above him there's a swallow Winging swiftly through the sky. Điệp khúc: How the winds are laughing They laugh with all their might Laugh and laugh the whole day through And half the summer's night. Donna Donna Donna Donna Donna Donna Donna Don Donna Donna Donna Donna Donna Donna Donna Don... "Stop complaining", said the farmer, "Who told you a calf to be? Why don't you have wings to fly away Like the swallow so proud and free?" (Điệp khúc) Calves are easily bound and slaughtered Never knowing the reason why but whoever treasures freedom, like the swallow has learned to fly. (Điệp khúc) |

| Bản dịch của Trần Tiến Mái nhà xưa yêu dấu, bức tường rêu phong cũ nơi cậu bé qua những ngày thơ ấu. Muốn mình mau khôn lớn. Giữa đùa là yên ấm, em ngồi ước mơ bước chân giang hồ. Điệp khúc: Mơ bay theo cánh chim ngang trời, biển xa núi chơi vơi. Mơ bay đi khát khao cuộc đời. Một đêm nhớ tiếng ai ru hời. Donna Donna Donna ngủ đi nhé. Ngoài trời đường nhiều gió tuyết rơi. Donna Donna Donna ngủ đi nhé. Hãy nằm trong cánh tay của mẹ. Có một người đàn ông, trước thềm nhà rêu phong bỗng ngồi khóc nhớ những ngày thơ ấu. Sống đời bao cay đắng, tóc bạc phai mưa nắng. Tay đành trắng những giấc mơ thơ dại. Điệp khúc: Đi qua bao núi sông gập ghềnh. Cuộc tình mãi lênh đênh. Đi qua bao tháng năm vô tình, một đêm nhớ tiếng ru mẹ hiền. Donna Donna Donna ngủ đi nhé. Ngoài trời đường nhiều gió tuyết rơi. Donna Donna Donna ngủ đi nhé, Hãy nằm trong cánh tay của mẹ oo-ooh-oo... Giờ này người đã khuất xa tôi. oo-ooh-oo... Uớc ngàn năm bé trong tay người. | Tiếc thương của Tuấn Dũng Ánh đèn vàng hiu hắt, khói trầm cay đôi mắt. Em nằm đó sao thôi cười thôi nói? Dáng buồn còn vương nét. Mắt huyền giờ đã khép. Em nằm đó như đang mơ mộng gì. Điệp khúc: Em theo mây bay quên cuộc đời, đời đầy nghĩa thương đau. Mây đưa em bay đi tìm trời, và nơi đó em có nhớ tôi. Em ơi em ơi em, hỡi người yêu dấu! Sao em yêu vội sớm ra đi. Em ơi em ơi em, hỡi người yêu dấu! Đau lòng thay phút giây xa rời. Tiếng đàn ai buông lơi, tiếng đàn như tiếng khóc rung từng phím tơ não nùng ai oán. Khiến lòng tôi thổn thức, khiến lòng tôi ray rức. Môi mặn đắng nước mắt thương tiếc nàng Điệp khúc: Em theo mây bay quên tình người, người đầy những dối gian. Mây đưa em bay đi về trời, và nơi đó em có nhớ tôi. Em ơi em ơi em, hỡi người yêu dấu! Sao đôi ta vội sớm chia ly! Em ơi em ơi em, hỡi người yêu dấu! Thế rồi tôi mất em suốt đời! |

## Ảnh hưởng văn hoá đương đại
- Soe Hok Gie, một nhà hoạt động xã hội người Indonesia, đã trích dẫn lời bài hát tiếng Anh trong cuốn hồi ký của mình. Ngoài ra, Donna-donna còn xuất hện nhiều trên các phương tiện thông tin đại chúng. Nó được dùng làm nhạc quảng cáo, nhạc chuông điện thoại, nhạc phim.